# Política de Andorra

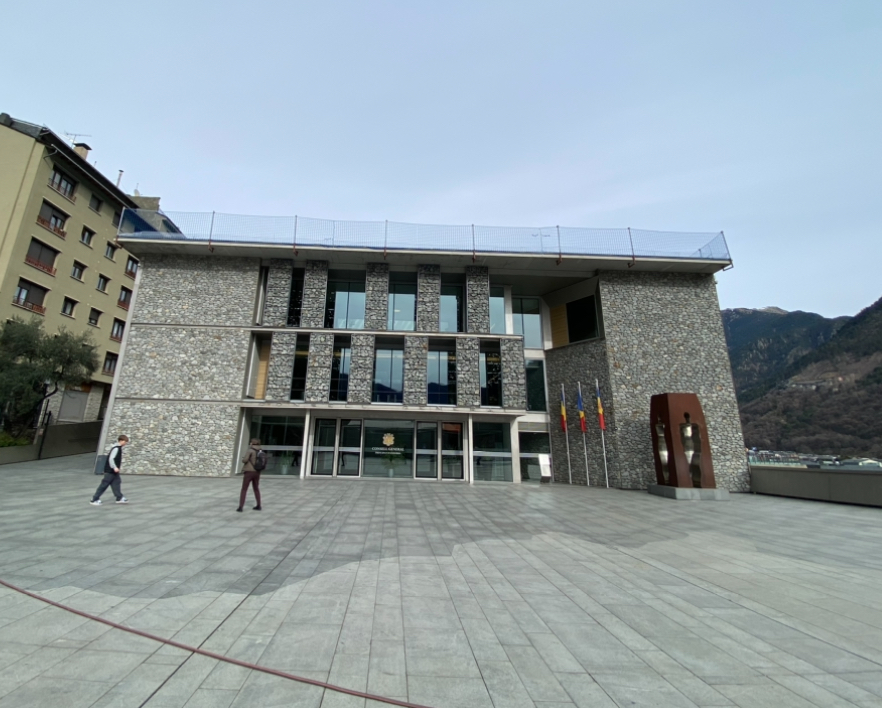
Nuevo Parlamento de Andorra, en Andorra la Vieja.

La política de Andorra ocurre en el marco de un país democrático representativo parlamentario, por el cual el jefe de Gobierno de Andorra es el presidente, y de un sistema multipartidista. El poder ejecutivo es ejercido por el gobierno. El poder legislativo es conferido tanto al gobierno como el parlamento. El poder judicial es independiente del ejecutivo y del legislativo.
Hasta 1993 Andorra era un coprincipado regentado por dos copríncipes, los cuales eran el rey de Francia, en la actualidad el presidente de la República Francesa, y el copríncipe episcopal, el obispo de la Seo de Urgel. El 14 de marzo de 1993 se aprobó por referendo la primera Constitución de Andorra. Actualmente Andorra es país miembro de la ONU.

## Poder ejecutivo
El poder ejecutivo andorrano está compuesto por el jefe del gobierno, que es elegido por el Consell general con mayoría absoluta (15 de 28). El jefe de Gobierno elige y cesa a sus ministros y el número de ellos puede variar. 
El actual Gobierno de Andorra está liderado por Xavier Espot Zamora.